# Santa Maria Rezzonico
Santa Maria Rezzonico é uma comuna italiana da região da Lombardia, província de Como, com cerca de 1.078 habitantes. Estende-se por uma área de 11 km², tendo uma densidade populacional de 98 hab/km². Faz fronteira com Bellano (LC), Cremia, Dervio (LC), Plesio, Sant'Abbondio.

## Demografia
| Variação demográfica do município entre 1861 e 2011                               |
|                                                                                   |
| Fonte: Istituto Nazionale di Statistica (ISTAT) - Elaboração gráfica da Wikipedia |